# Kościół Matki Bożej Wspomożenia Wiernych w Oświęcimiu
Kościół pw. Matki Bożej Wspomożenia Wiernych w Oświęcimiu – znajduje się ok. 100 m na południe od rynku miasta przy ulicy Władysława Jagiełły. Kościół został zbudowany w I połowie XIV wieku dla dominikanów sprowadzonych tutaj prawdopodobnie przez księcia cieszyńskiego Mieszka. Budowę klasztoru kontynuowali książę oświęcimski Władysław i jego żona Eufrozyna. 

## Historia
W roku 1594 dominikanie przekształcili dotychczasowy kapitularz na kaplicę z okazji kanonizacji św. Jacka Odrowąża. Była ona orientowana podobnie jak kościół. W latach 1608–1610 kościół był przebudowywany w stylu renesansowym. 
Po likwidacji klasztoru przez cesarza Józefa II, zamieniony w pierwszej ćwierci XIX wieku na magazyn, kompletnie zrujnowany. Budynek po pewnym czasie trafił w ręce żydowskie i popadł w ruinę. W 1895 roku w czasie procesji z okazji Bożego Ciała na ruinach kościoła objawiła się Matka Boska, co stało się impulsem do odzyskania i odbudowy kościoła przez społeczność katolicką miasta Oświęcim. W stulecie wydarzenia kościół został uznany za Sanktuarium Matki Bożej Wspomożenia Wiernych.
Kościół został odrestaurowany przez salezjanów, zatracił jednak pierwotny charakter - obecnie jest neogotycki. Prezbiterium zostało zamienione na nawę z uwagi na wejście od ulicy Jagiełły (przedtem z boku kościoła). Dzięki temu nie jest już orientowany tak jak kaplica (kapitularz) św. Jacka, z którą pierwotnie stanowił zespół klasztorny. 

## Architektura
Kościół jest murowany - ceglany. Nawa (dawne prezbiterium) zamknięta jest prostokątnie, trójprzęsłowa, ze sklepieniem żebrowym, sześciopolowym po restauracji. Ponieważ pierwotne sklepienie nie zachowało się, istnieją tylko częściowo służki sklepienne, od południa i północy w każdym przęśle po dwa okna ostrołukowe z kamiennymi maswerkami. Nawa główna oddzielona ostrołukową tęczą, obszerna z galeriami i chórem przerobiona podczas przebudowy. We wnękach małe okna i ołtarze. Ołtarz główny z obrazem i rzeźbami nawiązuje do wezwania kościoła i świętych salezjańskich. Ściana wejściowa z trójkątnym szczytem z oknem rozetowym. Na zewnątrz kościół opięty szkarpami. Przy prezbiterium szkarpy dwuskokowe, przy nawie trójuskokowe. 
W 1905 r. po zachodniej stronie kościoła zbudowano oktogon, na którym miała znajdować się wieża zegarowa, jednak nie została ona ukończona. W czasie II wojny światowej Niemcy utworzyli w tym miejscu kino "tylko dla Niemców", przypadkowo zniszczone w wyniku amerykańskiego bombardowania w 1944 roku (celem były położone 5 km dalej na wschód produkujące syntetyczną gumę zakłady chemiczne IG Farben Buna Werke; amerykański bombowiec o kilka sekund za wcześnie otworzył luk bombowy i bomby spadły na Stare Miasto). Półtonowa bomba, która wpadła do kina burząc strop i demolując wyposażenie, nie eksplodowała, ale zniszczenia kinetyczne i postępująca ofensywa radziecka spowodowały, że kina nie odbudowano.
Od zachodu w latach 1975–1984 dobudowano nową nawę tej samej wysokości, również z cegły, nakrytą także dwuspadowym dachem nawiązującą stylowo do dawniejszej części kościoła. Od starszej, zabytkowej części kościoła różni się kolorem cegły; jest jaśniejsza a przez to bardzo widoczna. Spowodowało to wydłużenie całego założenia w kierunku zachodnim, w stronę koryta rzeki Soły.

## Galeria zdjęć

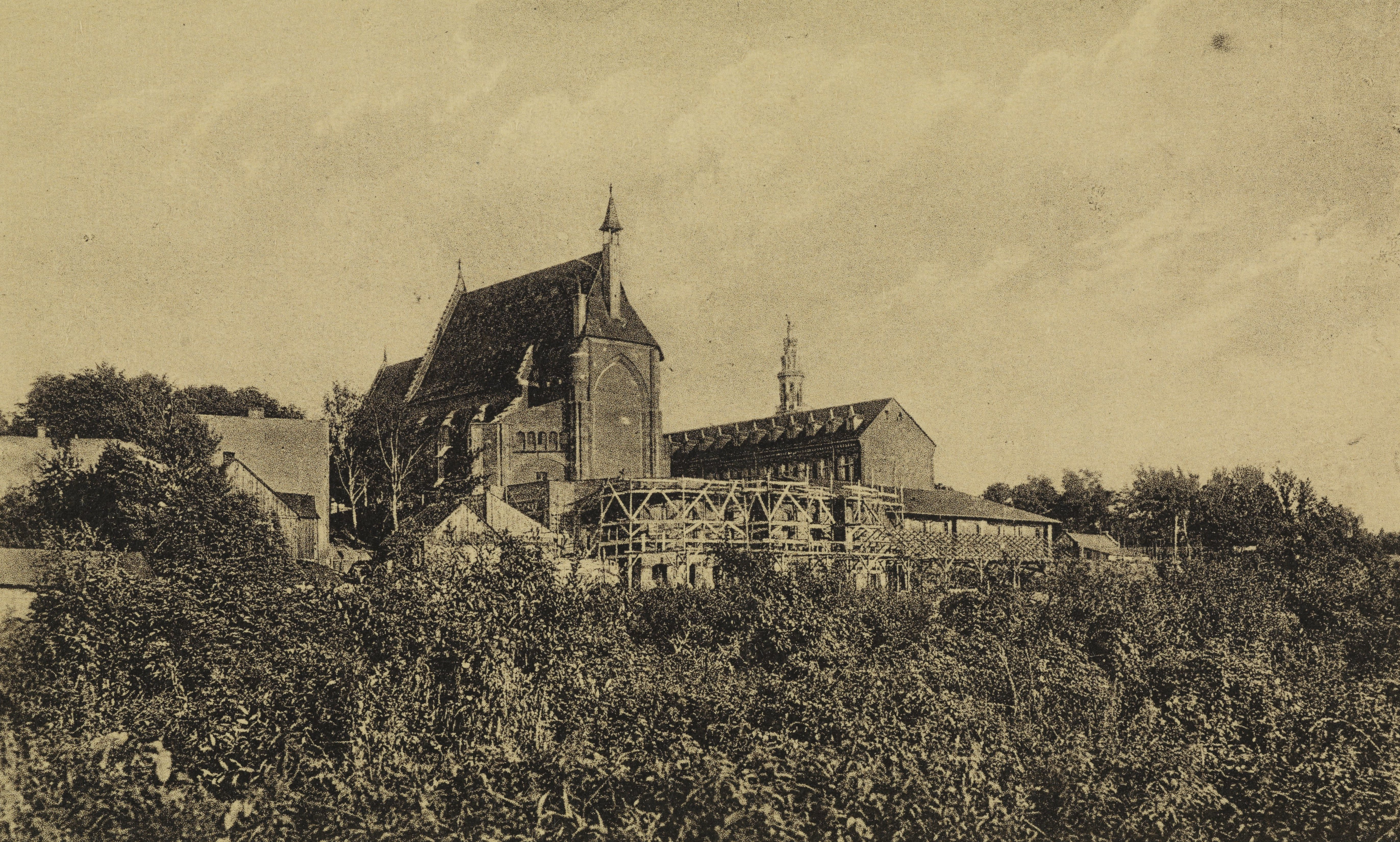
Kościół i klasztor około 1927–1936
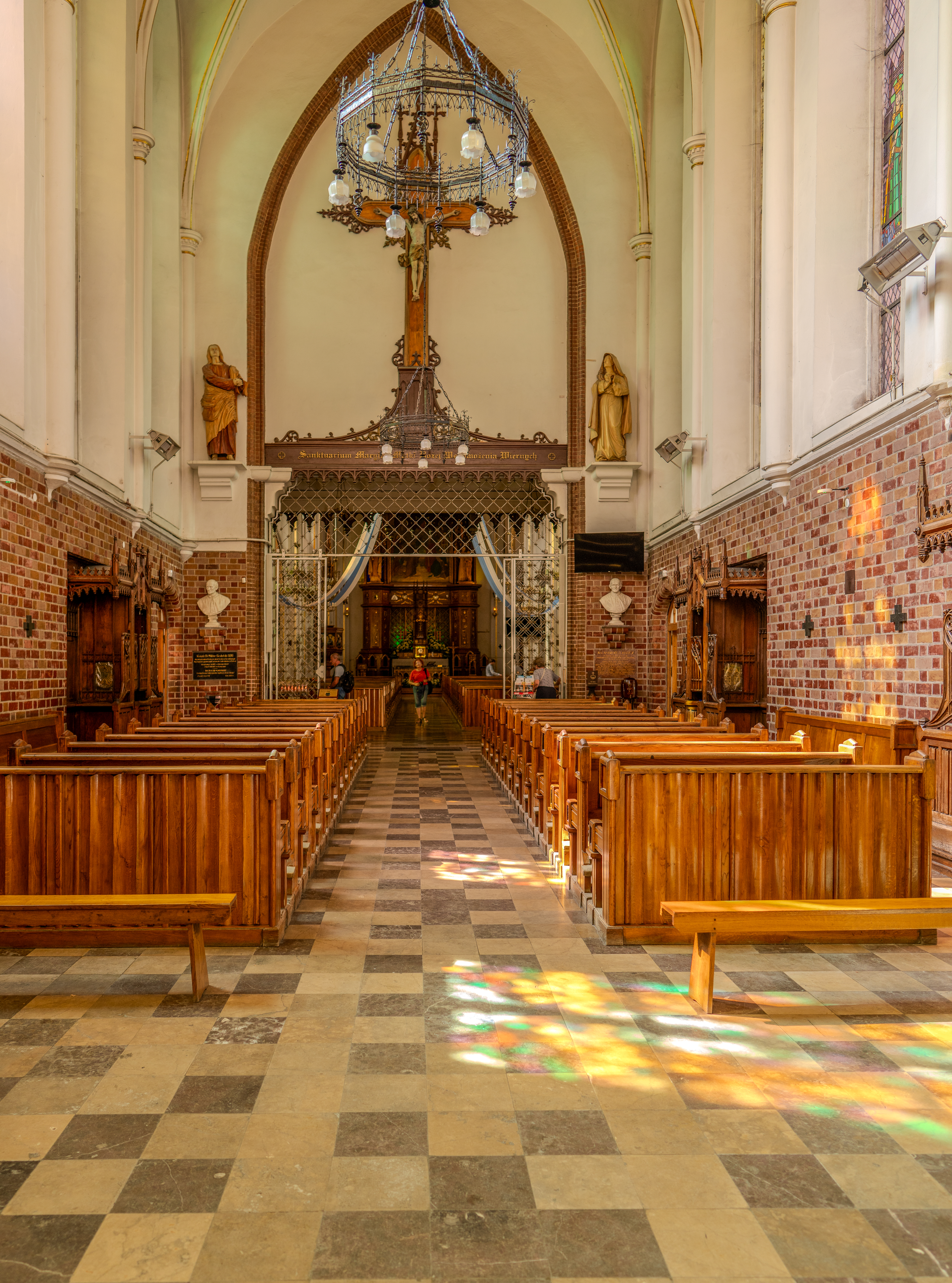
Dawne prezbiterium
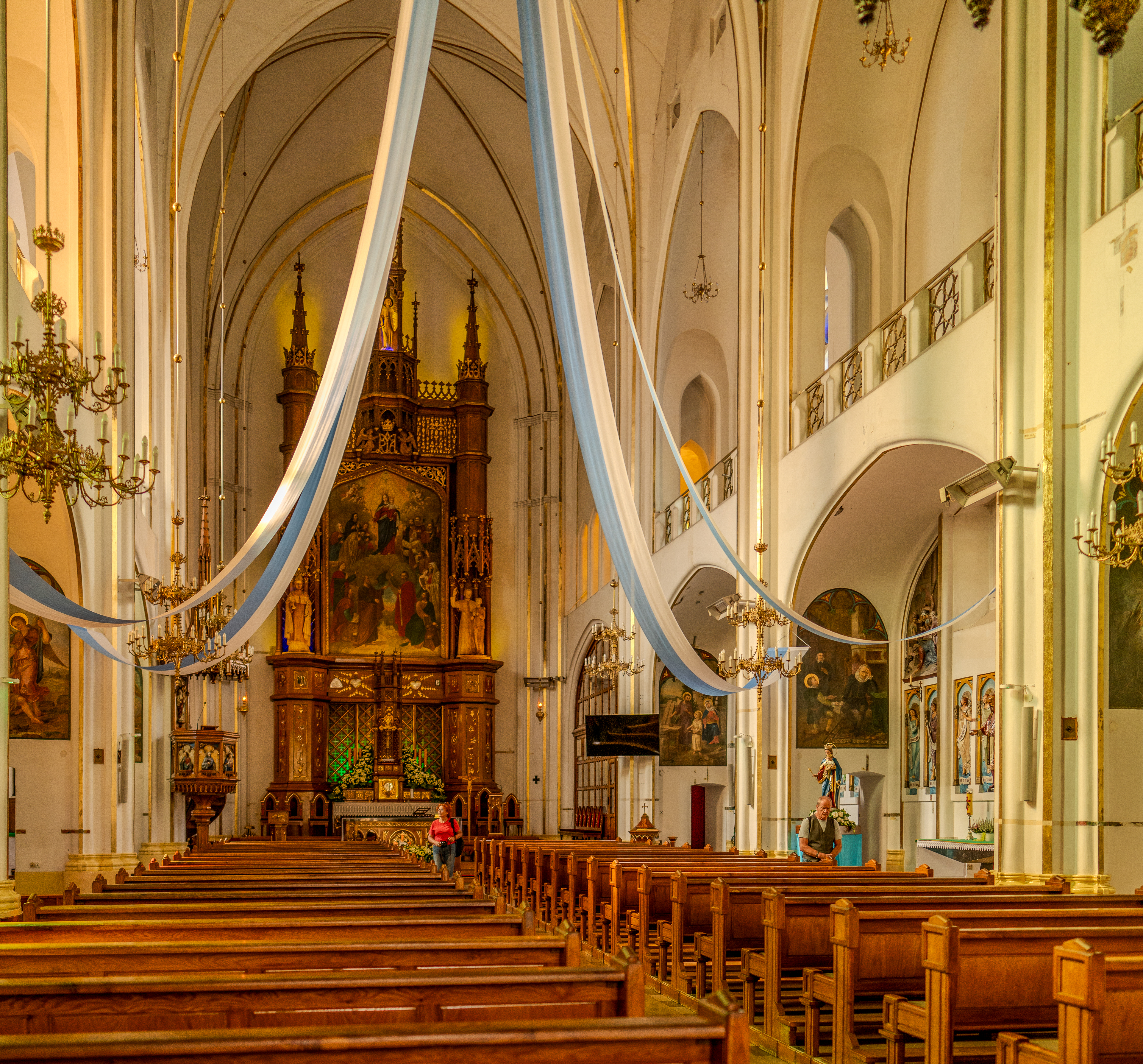
Ołtarz główny 2. połowa XVIII w.
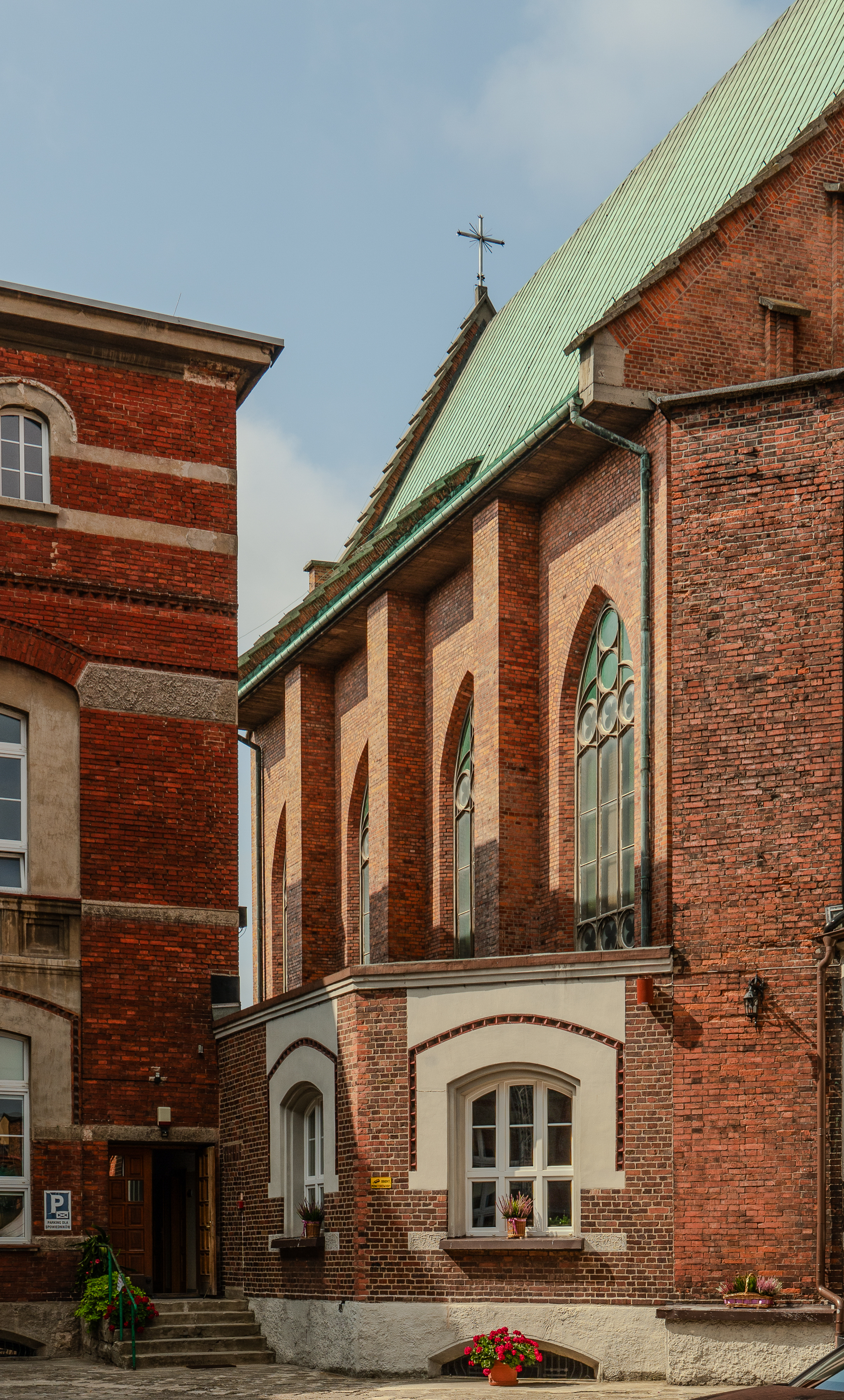
Przedłużenie kościoła z lat 1975–1984
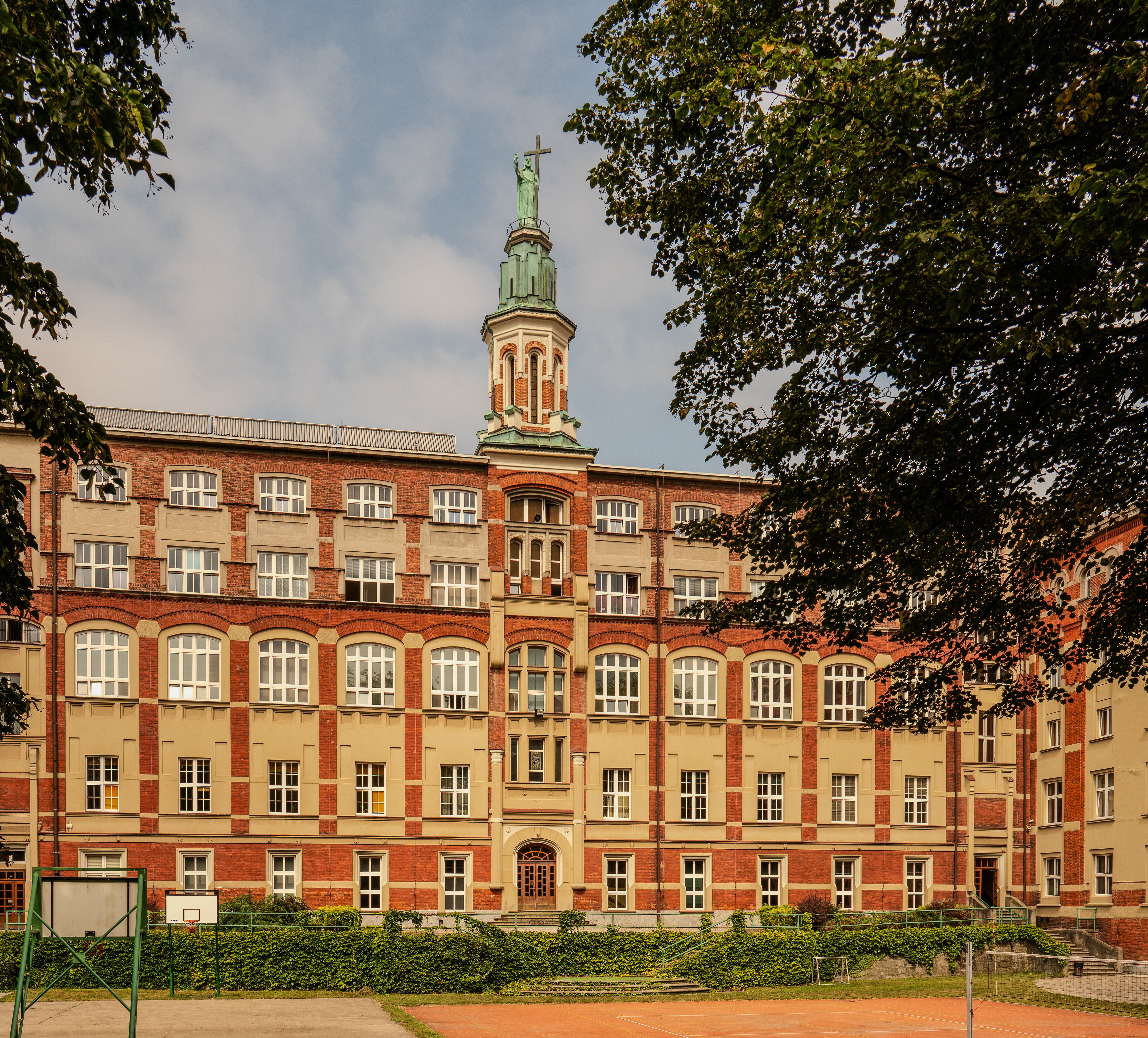
Klasztor
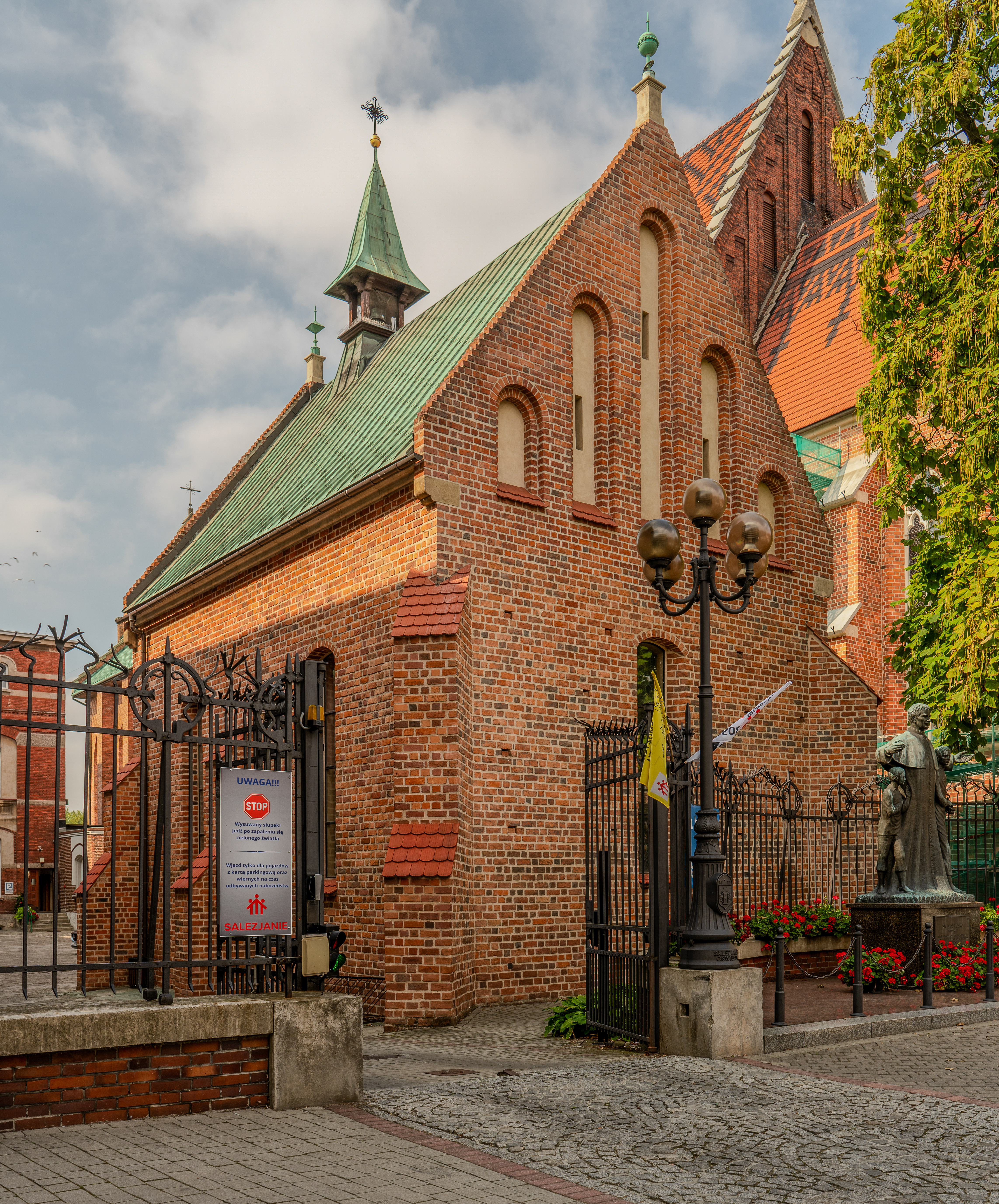
Kaplica pw. św. Jacka Odrowąża (dawny kapitularz)